# Viên đá bí ẩn
Viên đá bí ẩn (tiếng Hàn: 어비스; Romaja: Eobiseu) là bộ phim truyền hình Hàn Quốc phát sóng năm 2019 có sự tham gia diễn xuất của Ahn Hyo-seop, Park Bo-young và Lee Sung-jae. Phim được phát sóng tại Hàn Quốc trên kênh tvN vào thứ hai và thứ ba hàng tuần lúc 21:30 (KST) và phát trực tuyến đến thị trường quốc tế thông qua nền tảng Netflix từ ngày 6 tháng 5 đến ngày 25 tháng 6 năm 2019.

## Nội dung
Go Se-yeon, một công tố viên xinh đẹp luôn đứng đầu trong cơ quan. Cha Min, một người thừa kế đế chế mỹ phẩm tuy kém sắc nhưng giàu có. Cả hai đều được hồi sinh trong các cơ thể khác nhau bởi các sinh vật siêu nhiên bằng cách sử dụng "Abyss". "Abyss" là một thiên thể có sức mạnh hồi sinh bất cứ thứ gì đã chết; những cơ thể tái sinh sẽ mang hình dáng của linh hồn người đó. Go Se-yeon có vẻ ngoài 'dễ thương', trong khi Cha Min trở nên rất quyến rũ và trẻ trung; cả hai hầu như trái ngược với trước đây. Họ bắt đầu làm việc cùng nhau để tìm ra lý do cho sự hồi sinh của họ và ai đã gây ra cái chết của Go Se-yeon.

## Dàn diễn viên

### Vai chính
- Park Bo-young trong vai Go Se-yeon (sau khi hồi sinh)/Lee Mi-do (trước khi phẫu thuật thẩm mỹ)[5][6]
  - Kim Sa-rang trong vai Go Se-yeon (trước khi cô qua đời)[7]
  - Lee Soo-min trong vai Go Se-yeon thời trẻ

Nữ công tố bị sát hại bởi kẻ giết người hàng loạt Eomsan-dong. Cô cố gắng tìm ra ai đã giết cô và làm thế nào mà cô được hồi sinh.
- Ahn Hyo-seop trong vai Cha Min[5][8]
  - Ahn Se-ha trong vai Cha Min (trước khi chết)[9]
  - Yang Han-yeol [ko] trong vai Cha Min thời trẻ

Người thừa kế giàu có nhưng kém sắc của một đế chế mỹ phẩm. Anh hồi sinh thành một chàng trai trẻ hấp dẫn. Anh là bạn của Go Se-yeon từ khi còn nhỏ.
- Lee Sung-jae trong vai Oh Yeong-cheol/Oh Seong-cheol[10]

Bác sĩ phẫu thuật lành nghề, người được coi là huyền thoại trong cộng đồng y khoa. Ông có phong thái bí ẩn và những bí mật ẩn giấu.

### Vai phụ

#### Văn phòng công tố/Sở cảnh sát Dongbu
- Kwon Soo-hyun trong vai Seo Ji-wook/Oh Tae-jin[11]
  - Kim Yeon-ung trong vai Seo Ji-wook thời trẻ

Công tố viên và là đồng nghiệp của Go Se-yeon trước khi cô qua đời.
- Lee Si-eon trong vai Park Dong-cheol[12]

Cảnh sát điều tra án mạng, người đứng đầu cuộc điều tra về cái chết của Go Se-yeon.
- Song Sang-eun trong vai Lee Mi-do (sau khi phẫu thuật thẩm mỹ)

Đồng nghiệp cũ của Go Se-yeon, bạn gái cũ của Dong-cheol, người đã rời Hàn Quốc đến Mỹ.

#### Đế chế mỹ phẩm Lan Cosmetics
- Han So-hee trong vai Jang Hee-jin / Oh Su-jin[13]
  - Shim Hye-yeon trong vai Oh Su-jin thời trẻ (Tập 5)

Hôn thê của Cha Min, người đã biến mất một cách bí ẩn ngay trước đám cưới của họ.
- Yoon Yoo-sun trong vai Eom Ae-ran[14]

Người mẹ độc đoán của Cha Min, người đứng đầu đế chế mỹ phẩm của gia đình.
- Park Sung-yeon trong vai Park Mi-soon

Bảo mẫu kiêm quản gia của Cha Min.

#### Vai trò khác
- Lee Cheol-min [ko] trong vai Park Gi-man

Người cha đầy thù hận của một nạn nhân bị giết bởi kẻ giết người hàng loạt Eomsan-dong.
- Choi Da-in [ko] trong vai Park Mi-jin

Con gái của Gi-man, nạn nhân của kẻ giết người hàng loạt Eomsan-dong.
- Lee Dae-yeon trong vai Seo Cheon-shik

Cha của Seo Ji-wook và là một chánh án.
- Ha Sung-kwan [ko] trong vai cha của Se-yeon
- Park Mi-hyun trong vai mẹ của Se-yeon
- Kim Yoon-bo trong vai Kim Sil-jang[15]

Thư ký của chủ tịch Lan Cosmetics.
- Kim Sung-bum [ko] trong vai thám tử Choi

Thám tử trong Đội 1 và là đàn em, cánh tay phải của Park Dong-cheol.

### Khách mời
- Seo In-guk trong vai nam "thần chết" ngoài hành tinh (Tập 1)[16]
- Jung So-min trong vai nữ "thần chết" ngoài hành tinh (Tập 1)[16]

## Sản xuất
Buổi đọc kịch bản đầu tiên được tổ chức vào tháng 2 năm 2019 tại Sangam-dong, Seoul, Hàn Quốc.
Hai diễn viên Seo In-guk và Jung So-min được xác nhận sẽ có một vai khách mời trong phim.

## Nhạc phim
| Phát hành 14 tháng 5 năm 2019 | Phát hành 14 tháng 5 năm 2019 | Phát hành 14 tháng 5 năm 2019 | Phát hành 14 tháng 5 năm 2019 |
| STT                           | Nhan đề                       | Ca sĩ                         | Thời lượng                    |
| ----------------------------- | ----------------------------- | ----------------------------- | ----------------------------- |
| 1.                            | "Into The Abyss"              | Suran Coogie                  | 3:03                          |
| 2.                            | "Into The Abyss" (Inst.)      |                               | 3:03                          |
| Tổng thời lượng:              | Tổng thời lượng:              | Tổng thời lượng:              | 6:06                          |

| Phát hành 21 tháng 5 năm 2019 | Phát hành 21 tháng 5 năm 2019 | Phát hành 21 tháng 5 năm 2019 | Phát hành 21 tháng 5 năm 2019 |
| STT                           | Nhan đề                       | Ca sĩ                         | Thời lượng                    |
| ----------------------------- | ----------------------------- | ----------------------------- | ----------------------------- |
| 1.                            | "Fallin'"                     | Kim Feel                      | 3:34                          |
| 2.                            | "Fallin'" (Inst.)             |                               | 3:34                          |
| Tổng thời lượng:              | Tổng thời lượng:              | Tổng thời lượng:              | 7:08                          |

| Phát hành 4 tháng 6 năm 2019 | Phát hành 4 tháng 6 năm 2019 | Phát hành 4 tháng 6 năm 2019 | Phát hành 4 tháng 6 năm 2019 |
| STT                          | Nhan đề                      | Ca sĩ                        | Thời lượng                   |
| ---------------------------- | ---------------------------- | ---------------------------- | ---------------------------- |
| 1.                           | "Stay"                       | Kim Bo-hyung                 | 4:08                         |
| 2.                           | "Stay" (Inst.)               |                              | 4:08                         |
| Tổng thời lượng:             | Tổng thời lượng:             | Tổng thời lượng:             | 8:16                         |

| Đĩa 2:           | Đĩa 2:                                   | Đĩa 2:           | Đĩa 2:     |
| STT              | Nhan đề                                  | Nghệ sĩ          | Thời lượng |
| ---------------- | ---------------------------------------- | ---------------- | ---------- |
| 1.               | "Abyss" (Opening Title)                  | Im Ha-young      | 1:32       |
| 2.               | "Alien,Abyss and Resurrection"           | Im Ha-young      | 1:47       |
| 3.               | "Appearance Calling"                     | Im Ha-young      | 1:54       |
| 4.               | "Big Swirl"                              | Daniel Lee       | 1:00       |
| 5.               | "Couldn't happen if normal"              | Yoo Jung-hyung   | 2:39       |
| 6.               | "Finding for clue"                       | Yoo Jung-hyung   | 2:17       |
| 7.               | "Gloomy Prelude"                         | Im Ha-young      | 1:40       |
| 8.               | "Good Idea"                              | Im Ha-young      | 1:32       |
| 9.               | "Infallible Operation"                   | Im Ha-young      | 1:22       |
| 10.              | "Mature Friendship"                      | Im Ha-young      | 1:03       |
| 11.              | "Daily life after false accusation"      | Yoo Jung-hyung   | 2:11       |
| 12.              | "Questions being Answered"               | Yoo Jung-hyung   | 1:43       |
| 13.              | "Rest during chaos"                      | Yoo Jung-hyung   | 2:13       |
| 14.              | "Rules and Narration of Abyss"           | Im Ha-young      | 3:40       |
| 15.              | "Sly Look"                               | Im Ha-young      | 2:34       |
| 16.              | "The thing that shouldn't have happened" | Yoo Jung-hyung   | 2:02       |
| 17.              | "Their sad time"                         | Im Ha-young      | 1:49       |
| 18.              | "The man who's got his blood"            | Im Ha-young      | 2:18       |
| Tổng thời lượng: | Tổng thời lượng:                         | Tổng thời lượng: | 35:16      |

## Tỷ suất khán giả
| Mùa | Mùa | Số tập | Số tập | Số tập | Số tập | Số tập | Số tập | Số tập | Số tập | Số tập | Số tập | Số tập | Số tập | Số tập | Số tập | Số tập | Số tập | Trung bình |
| Mùa | Mùa | 1      | 2      | 3      | 4      | 5      | 6      | 7      | 8      | 9      | 10     | 11     | 12     | 13     | 14     | 15     | 16     | Trung bình |
| --- | --- | ------ | ------ | ------ | ------ | ------ | ------ | ------ | ------ | ------ | ------ | ------ | ------ | ------ | ------ | ------ | ------ | ---------- |
|     | 1   | 980    | 868    | 776    | 737    | 639    | 837    | 587    | 582    | 627    | 563    | 502    | 482    | 548    | 488    | 518    | 557    | 643        |

Trong bảng dưới, số màu xanh chỉ tỷ suất người xem thấp nhất, số màu đỏ chỉ tỷ suất người xem cao nhất.
| Tập        | Ngày phát sóng   | Tỷ lệ khán giả trung bình (AGB Nielsen) | Tỷ lệ khán giả trung bình (AGB Nielsen) |
| Tập        | Ngày phát sóng   | Toàn quốc                               | Seoul                                   |
| ---------- | ---------------- | --------------------------------------- | --------------------------------------- |
| 1          | 6 tháng 5, 2019  | 3,858%                                  | 4,836%                                  |
| 2          | 7 tháng 5, 2019  | 3,682%                                  | 4,620%                                  |
| 3          | 13 tháng 5, 2019 | 3,142%                                  | 3,791%                                  |
| 4          | 14 tháng 5, 2019 | 3,219%                                  | 4,024%                                  |
| 5          | 20 tháng 5, 2019 | 2,743%                                  | 3,345%                                  |
| 6          | 21 tháng 5, 2019 | 3,346%                                  | 3,720%                                  |
| 7          | 27 tháng 5, 2019 | 2,365%                                  | 2,817%                                  |
| 8          | 28 tháng 5, 2019 | 2,339%                                  | 2,956%                                  |
| 9          | 3 tháng 6, 2019  | 2,704%                                  | 3,353%                                  |
| 10         | 4 tháng 6, 2019  | 2,251%                                  | 2,979%                                  |
| 11         | 10 tháng 6, 2019 | 2,273%                                  | 2,360%                                  |
| 12         | 11 tháng 6, 2019 | 2,156%                                  | 2,537%                                  |
| 13         | 17 tháng 6, 2019 | 2,151%                                  | 2,370%                                  |
| 14         | 18 tháng 6, 2019 | 2,035%                                  | 2,168%                                  |
| 15         | 24 tháng 6, 2019 | 2,043%                                  | 2,308%                                  |
| 16         | 25 tháng 6, 2019 | 2,282%                                  | 2,889%                                  |
| Trung bình | Trung bình       | 2,662%                                  | 3,192%                                  |

- Lưu ý: Bộ phim được phát sóng trên kênh truyền hình cáp/trả phí nên có lượng người xem thấp hơn các kênh truyền hình công cộng (KBS, SBS, MBC, EBS).

## Giải thưởng và đề cử
| Năm  | Giải thưởng                                      | Hạng mục                    | Đề cử cho    | Kết quả | Tham khảo |
| ---- | ------------------------------------------------ | --------------------------- | ------------ | ------- | --------- |
| 2019 | Giải thưởng phim truyền hình Hàn Quốc lần thứ 12 | Diễn viên mới xuất sắc nhất | Ahn Hyo-seop | Đề cử   | [ 20 ]    |